# Coppa Intercontinentale 2005 (calcio a 5)
La Coppa Intercontinentale di calcio a 5 del 2005 è la seconda edizione della competizione ufficialmente riconosciuta dalla FIFA. Tutte le gare previste sono state disputate al Pabellón municipal de Puertollano (Ciudad Real). La competizione fu organizzata con l'ausilio della Liga Nacional de Fútbol Sala, dal 7 al 10 aprile 2005.

## Partecipanti
Le squadre partecipanti furono:
- Boomerang Interviú per la Spagna, detentore della UEFA Futsal Cup.
- Benfica per il Portogallo, finalista della UEFA Futsal Cup.
- Malwee/Jaraguá per il Brasile, detentore del Torneo Sudamericano de Clubes de Futsal.
- Carlos Barbosa per il Brasile, detentore del titolo di Campione Intercontinentale.
- Fire Fox per il Giappone, di cui è campione nazionale.
- Pittsburgh FC per gli Stati Uniti, di cui è campione nazionale.

## Competizione

### Gruppo A
| Squadra            | Pti | PG | PV | PN | PP | GF | GS |
| ------------------ | --- | -- | -- | -- | -- | -- | -- |
| 1. Malwee/Jaraguà  | 4   | 2  | 1  | 1  | 0  | 16 | 1  |
| 2. Carlos Barbosa  | 4   | 2  | 1  | 1  | 0  | 12 | 2  |
| 3. Pittsburgh F.C. | 0   | 2  | 0  | 0  | 2  | 1  | 26 |

### Gruppo B
| Squadra               | Pti | PG | PV | PN | PP | GF | GS |
| --------------------- | --- | -- | -- | -- | -- | -- | -- |
| 1. Boomerang Interviú | 6   | 2  | 2  | 0  | 0  | 15 | 1  |
| 2. SL Benfica         | 3   | 2  | 1  | 0  | 1  | 12 | 8  |
| 3. Fire Fox           | 0   | 2  | 0  | 0  | 2  | 0  | 18 |

### Partite
7 aprile
| Ora   | Gara                           | Risultato  | Arbitri                                             |
| ----- | ------------------------------ | ---------- | --------------------------------------------------- |
| 19:00 | Carlos Barbosa - Pittsburgh FC | 11-1 (7-0) | Fusaya Suzuki (Giappone) e Blazques Sierra (Spagna) |
| 21:00 | Boomerang Interviú - Fire Fox  | 7-0 (4-0)  | Vescio (Italia) e Iván Novak (Croazia)              |

8 aprile
| Ora   | Gara                           | Risultato  | Arbitri                                              |
| ----- | ------------------------------ | ---------- | ---------------------------------------------------- |
| 19:00 | Malwee/Jaraguá - Pittsburgh FC | 15-0 (4-0) | Shinichi Hirano (Giappone) e Francisco Peña (Spagna) |
| 21:00 | SL Benfica - Fire Fox          | 11-0 (3-0) |                                                      |

9 aprile
| Ora   | Gara                            | Risultato | Arbitri                                           |
| ----- | ------------------------------- | --------- | ------------------------------------------------- |
| 16:15 | Boomerang Interviú - SL Benfica | 8-1 (3-0) | Ivan Novak (Croazia) e Shinichi Hirano (Giappone) |
| 18:30 | Carlos Barbosa - Malwee/Jaraguá | 1-1 (1-0) | Roberto Gracia (Spagna) e Francisco Peña (Spagna) |

10 aprile
5º-6º posto (3º del Gruppo A - 3º del Gruppo B)
| Ora  |              | Gara | | Risultato   |
| ---- | ------------ | ---- | --- | ----------- |
| 9:00 | Pittsburg FC | -    | Fire Fox Yoshinari 1' Inaba 3' Itaya 7' Kogure 12' Itaya 16' Inaba 16' Komatsu 19' Inaba 35' Komiyama 39' | 0 - 9 (0-7) |

3º-4º posto (2º del Gruppo A - 2º del Gruppo B)
| Ora   |                                                                    | Gara |            | Risultato   |
| ----- | ------------------------------------------------------------------ | ---- | ---------- | ----------- |
| 11:00 | Carlos Barbosa Dionizio 34' Elisandro 36' Fininho 38' Dionizio 39' | -    | SL Benfica | 4 - 0 (0-0) |

Finale (1º del Gruppo A - 1º del Gruppo B)
| Ora   |                                    | Gara |                                                                                  | Risultato   |
| ----- | ---------------------------------- | ---- | -------------------------------------------------------------------------------- | ----------- |
| 14:00 | Malwee/Jaraguá Xande 6' Marcio 38' | -    | Boomerang Interviú Marquinho 2' Daniel 11' Marquinho34' Marquinho 39' Daniel 39' | 2 - 5 (1-2) |

## Riconoscimenti
- Eka (Malwee/Jaraguá) cannoniere della manifestazione.
- Marquinho (Boomerang Interviú) miglior giocatore della manifestazione.